# Tatjana Turanska
Tatjana Michajłowna Turanska (ros. Татьяна Михайловна Туранская; ukr. Тетяна Михайлівна Туранська, Tetiana Mychajliwna Turanśka; ur. 20 listopada 1972 w Odessie) – naddniestrzańska polityk pochodzenia ukraińskiego, druga premier Naddniestrza od 10 lipca 2013 do 2 grudnia 2015.
Nie należy do żadnej partii. Objęła urząd po rezygnacji Piotra Stiepanowa. Po jej ustąpieniu 2 grudnia 2015 urząd premiera tymczasowo objęła Majia Parnas, która od 13 października tymczasowo zastępowała Turanską. 23 grudnia nowym premierem Naddniestrza został Pawieł Prokudin.